# Deb

Gnome-ikon för deb-paket.

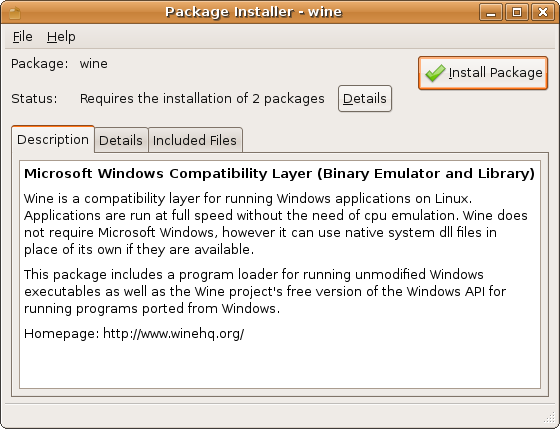
Gdebi installerar deb-paketet för Wine.

deb är filändelsen för Debians paket för färdigkompilerad programvara, dokumentation och annat data. Denna sorts filer används även i andra Debian-baserade Linux-versioner, såsom Ubuntu.
Paketet innehåller vid sidan av programfiler, dokumentation, installationsskript och liknande också noggrann information om paketets beroenden, till exempel vilka andra program som bör finnas eller inte får finnas installerade för att programmet skall fungera och vilka program som kan rekommenderas att ha installerade samtidigt.
En .deb-fil är till formen ett ar-arkiv som innehåller versionsnummer samt två gzip-komprimerade tar-arkiv, det ena för information om paketet samt paketspecifika skript för installationsprogrammet dpkg, det andra för de egentliga till paketet hörande filerna. Ytterligare filer kan vid behov läggas till i formatet i framtiden.
ar, tar och gzip är standardprogram i Unix- och GNU-system, vilket betyder att .deb-arkiven är lätta att hantera också då operativsystemet inte direkt stöder deb-formatet.
Källkoden till paketen distribueras inte som .deb-arkiv utan som tre separata filer: ett tar-arkiv med den ursprungliga källkoden, en fil med de ändringar Debian gjort och en fil med metadata.
Liksom Debian är paketformatet döpt efter Debra, frun till Debians grundare, Ian Murdock.